# L'inganno perfetto
L'inganno perfetto (The Good Liar) è un film del 2019 diretto da Bill Condon.
Il film, tratto dall'omonimo romanzo di Nicholas Searle, vede come protagonisti Helen Mirren e Ian McKellen.

## Trama
Londra, 2009. L'anziano Roy Courtnay è un esperto truffatore che, insieme al suo socio Vincent, organizza elaborate frodi finanziarie ai danni di investitori e donne sole. Mentre porta avanti un complesso imbroglio contro l'imprenditore Bryn, l'uomo incontra in una chat la sua coetanea Betty McLeish, ex-insegnante di Oxford da poco rimasta vedova. La donna, sola, ingenua e dalla mentalità borghese, ha risparmiato diversi milioni di sterline e diventa dunque il bersaglio designato di Roy, il quale si fa ospitare a casa sua con la scusa di un problema ortopedico.
Roy si avvicina sempre di più a Betty e, con l'aiuto di Vincent, che si finge commercialista, le parla di un possibile investimento che porterebbe copiosi guadagni se i due unificassero i rispettivi conti bancari: la donna appare riluttante, anche perché suo nipote Steven, da subito ostile nei confronti di Roy, si dichiara apertamente contrario. Betty soffre inoltre di temporanee ischemie ma rifiuta di curarsi, cosa che porta Roy ad accelerare il suo piano. Intanto Bryn, dopo aver subito la truffa di Roy, riesce a rintracciarlo e lo avvicina per farsi restituire il denaro truffato: ma lui lo attira nella stazione della Metropolitana di Londra di Charing Cross e lo uccide usando una tecnica militare. Ritenendo opportuno lasciare l'Inghilterra per qualche tempo, Roy accetta l'invito di Betty a seguirla in un viaggio a Berlino, cosa alla quale in precedenza si era opposto.
In Germania Roy e Betty vengono raggiunti da Steven, il quale li conduce in un appartamento che Roy riconosce subito: Steven spiega che nel 1948 in quel luogo un uomo inglese di nome Roy Courtnay era stato ucciso da un criminale nazista; questo porta Roy a confessare di essere in realtà Hans Taub, l'interprete tedesco del vero Roy Courtnay, e di aver rubato la sua identità in seguito alla sua morte per poter fuggire dalla Germania del dopoguerra. L'uomo giura di aver sempre condotto, dopo quell'episodio, una vita onesta. Betty, che gli crede, allontana Steven, disapprovando il suo comportamento, e acconsente all'unione dei conti bancari.
Di ritorno a Londra, Roy si prepara per la fuga che avrà luogo subito dopo l'operazione finanziaria. Vincent, apparentemente impietosito dalle condizioni precarie della salute di Betty, gli suggerisce di non prosciugare completamente i suoi risparmi, ma di lasciarle qualcosa perché si possa curare: l'uomo tuttavia rifiuta e decide di comportarsi come ha sempre fatto, intascando tutti i soldi. L'operazione viene portata a termine e Roy fugge con una scusa, portando con sé il terminale necessario ad accedere al conto; una volta giunto alla sua base, scopre però di non averlo più. Torna così a casa di Betty, che trova svuotata da tutti i mobili: la donna lo attende per rivelargli che la sua identità, così come la casa e le sue condizioni di salute, sono del tutto false.
Betty è in realtà Lili, una ragazza tedesca a cui, fino al 1943, Hans dava lezioni di lingua inglese. Lili si era infatuata di lui, ma, dopo essere stato rifiutato dalle sue sorelle, il ragazzo l'aveva violentata e perciò era stato licenziato. Per vendicarsi dell'umiliazione, Hans aveva denunciato il padre di Lili al partito nazista con la falsa accusa di alto tradimento, cosa che aveva portato all'impiccagione dell'uomo e alla morte della madre e delle sorelle di Lili. Alla fine della guerra, questa aveva a sua volta cambiato identità, diventando Betty McLeish, ed era riuscita a rifarsi una vita in Inghilterra. In realtà è una donna molto ricca e per nulla ingenua, e inoltre, a differenza di quanto aveva dichiarato a Roy, non è sola ma ha una famiglia numerosa, che l'ha supportata nel piano diabolico ordito ai danni dell'uomo che aveva causato la rovina della sua famiglia.
La donna rivela che Steven (in realtà compagno del suo vero nipote), abile ricercatore, l'aveva aiutata a rintracciare Hans, scoprendo il cambio di identità e la sua attività criminale; era stata lei stessa ad attirarlo in trappola, fingendo di essere la vittima perfetta per una sua truffa. Anche Vincent, suo malgrado e sotto minaccia di denuncia, aveva dovuto collaborare con lei per ingannare Roy, e perciò aveva tentato di dissuaderlo dal portare a termine l'operazione.
A Berlino Betty ha infatti recuperato un medaglione contenente una ciocca di capelli che Hans le aveva donato: grazie al confronto con il DNA tratto da un altro campione da lei ottenuto in precedenza, la donna potrebbe dimostrare che Hans e Roy sono la stessa persona, incastrandolo per tutti i crimini da lui commessi a partire dal cambio d'identità. Tuttavia la donna si accontenta di riavere i suoi soldi e svuotargli il conto bancario grazie al terminale (da lei sottratto), lasciando a Roy giusto il necessario per risarcire le sue ultime vittime. L'uomo reagisce aggredendola, ma lei riesce ad avere la meglio e va via, lasciando Roy nelle mani dei soci di Bryn, che lo massacrano di botte. Tempo dopo Vincent va a trovare Roy in ospedale: le botte gli hanno causato un ictus che lo ha reso incapace di muoversi e parlare. Betty, tornata dalla sua famiglia, è finalmente serena e libera dai fantasmi del passato.

## Distribuzione
Il film è stato distribuito nelle sale cinematografiche statunitensi il 15 novembre 2019, mentre in quelle italiane il 5 dicembre.

## Riconoscimenti
- 2019 - Satellite Award[3]
  - Candidatura per la miglior attrice in un film drammatico a Helen Mirren